# Ива Гмелина
И́ва Гме́лина(лат. Sálix gmélinii) — вид цветковых растений из рода Ива (Salix) семейства Ивовые (Salicaceae). В литературе встречается также как ива шерстистопобе́говая по устаревшему синонимичному названию лат. Salix dasyclados. По современной классификации включает в себя ранее самостоятельный вид Ива бурятская (Salix burjatica).

## Ботаническое описание
Высокий кустарник, в благоприятных условиях дерево до 20 м высотой и 80—90 см в диаметре. Молодые побеги серо- или бело-шерстистые; годовалые — голые, зелёные или оливковые. Обнажённая древесина без валиков.
Почки крупные, яйцевидно-клювовидные, тёмно-бурые, шерстистые. Прилистники очень крупные, серповидные или серповидно-ланцетные, пильчатые, часто лопастные. Молодые листья эллиптические, прижато-беловойлочные; взрослые — широколанцетные, продолговато-ланцетные или ланцетные, длиной 8—20 см, шириной 2—3,5 см, коротко заострённые, с завёрнутыми краями, цельнокрайные или зубчатые, сверху тёмно-зелёные, голые, снизу серовато-атласные или шелковистые, на коротких и пушистых черешках.
Серёжки почти сидячие, густо расположенные на побегах, мужские длиной 3,5—4 см и диаметром около 1,8 см, женские толсто-цилиндрические, длиной 4—5 см и диаметром около 1,2 см. Прицветные чешуи двуцветные, сверху тёмно-бурые или почти чёрные, в основании слабо-бурые, обратнояйцевидные. Тычинки в числе двух, свободные, голые, с желтыми пыльниками и одним внутренним, линейным или линейно-продолговатым нектарником. Завязь в основании яйцевидная, к верхушке суженная, густо бело-волосистая, почти сидячая или на короткой ножке; столбик длинный или очень длинный, в основании пушистый; рыльца расходящиеся линейные, изогнутые.

## Распространение и экология
В природе ареал вида охватывает Скандинавию, северную часть материковой Европы, практически всю территорию России (кроме Белгородской, Воронежской и Волгоградской областей, а также Дальнего Востока), Монголию, Китай и Японию.
Произрастает в долинах рек и ручьёв, на влажных, но не заболоченных местах.
Хорошо размножается вегетативным путем. Отличается быстрым ростом.

## Химический состав
Листья в молодом состоянии богаты белком, сахарами и содержат небольшое количество клетчатки; даже осенние листья содержат значительное количество протеина и белка и сравнительно немного клетчатки. В свежих листьях обнаружено 199 мг % аскорбиновой кислоты.

## Хозяйственное значение и использование
Поедается обыкновенным бобром (Castor fiber). Листья ценный корм для северного оленя (Rangifer tarandus) и других сельскохозяйственных животных. Использование на пастбище затрудняется высоким расположением листвы. Имеет значение как материал для заготовки веточного корма. Листья пригодны для выкормки дубового шелкопряда.
Одна из быстрорастущих ив. Используется так же, как и ива прутовидная (Salix viminalis).
Прутья идут на обручи, рыболовное снаряжение и прочее грубое плетение. Народы арктических районов Западной Сибири, а также жители долины Амура, плетут из коры рыболовные сети.
Кора содержит до 14 % таннидов.
Медоносное и декоративное растение.
Пригодна для закрепления берегов, обсадки плотин и других грунто- или берегоукрепительных работ.

## Классификация

### Таксономия
- Salix gmelinii Pall., 1788, Fl. Ross. 1(2): 77

Вид Ива Гмелина включается в род Ива (Salix) семейства Ивовые (Salicaceae) порядка Мальпигиецветные (Malpighiales), последовательно входящего в более крупные клады Фабиды → Розиды → Суперрозиды → Эвдикоты → Цветковые растения. Таксономическая схема в соответствии с Системой APG IV по состоянию на июнь 2025 года:
|  |                          |  |                                   |                                   |                  |  | еще 35 семейств | еще 35 семейств |                 |  |  |  | ещё 624 подтвержденных вида и 1 032 вида, ожидающих подтверждения |
|  |                          |  |                                   |                                   |                  |  | еще 35 семейств | еще 35 семейств |                 |  |  |  | ещё 624 подтвержденных вида и 1 032 вида, ожидающих подтверждения |
|  |                          |  |                                   | порядок Мальпигиецветные          |                  |  |                 |                 | род Ива         |  |  |  |                                                                   |
|  |                          |  |                                   | порядок Мальпигиецветные          |                  |  |                 |                 | род Ива         |  |  |  |                                                                   |
|  | клада Цветковые растения |  |                                   |                                   | семейство Ивовые |  |                 |                 | вид Ива Гмелина |  |  |  |                                                                   |
|  | клада Цветковые растения |  |                                   |                                   | семейство Ивовые |  |                 |                 |                 |  |  |  |                                                                   |
|  |                          |  | ещё 63 порядка цветковых растений | ещё 63 порядка цветковых растений |                  |  |                 | еще 55 родов    | еще 55 родов    |  |  |  |                                                                   |
|  |                          |  |                                   | ещё 63 порядка цветковых растений |                  |  |                 |                 | еще 55 родов    |  |  |  |                                                                   |

### Синонимы
- Diplima stipularis (Sm.) Raf.
- Salix burjatica Nasarow
- Salix calodendron Wimm.
- Salix conformis J.Forbes
- Salix dasyclados Wimm.
- Salix ferruginea G.Anderson ex J.Forbes
- Salix holosericea Willd.
- Salix jacutica Nasarow
- Salix longifolia Host
- Salix macrostipulacea J.Forbes
- Salix macrostipularis Schleich.
- Salix micheliana J.Forbes
- Salix mollissima Sm.
- Salix sericans Tausch
- Salix smithiana Willd.
- Salix stipularis Sm.